# Opération San Gennaro
Pour plus de détails, voir Fiche technique et Distribution.
Opération San Gennaro (titre original: Operazione San Gennaro) est un film franco-germano-italien réalisé par Dino Risi, sorti en 1966.

## Synopsis
Trois gangsters et escrocs américains, Jack, Maggie et Franck, arrivent à Naples avec la ferme intention de dévaliser la cathédrale afin de voler le trésor de San Gennaro, patron de la ville. Pour réussir leur coup ils doivent évidemment compter sur la complicité d’un habitant connaissant bien les lieux, c’est pourquoi ils demandent de l'aide à Don Vincenzo, vieux truand napolitain, surnommé "le phénomène". On assiste à la réalisation de leur projet prenant des tournures fort surprenantes.

## Fiche technique
- Titre : Opération San Gennaro
- Titre original: Operazione San Gennaro
- Réalisation : Dino Risi
- Scénario : Adriano Baracco, Ennio De Concini, Nino Manfredi et Dino Risi
- Photographie : Aldo Tonti
- Montage : Franco Fraticelli
- Musique : Armando Trovajoli
- Décors : Luigi Scaccianoce
- Costumes : Maurizio Chiari
- Producteur : Turi Vasile, Luggi Waldleitner
- Sociétés de production : Roxy Film, Societé cinématographique Lyre, Ultra Film
- Pays d'origine :  Italie,  France et  Allemagne de l'Ouest
- Langue : Italien
- Format : Couleur (Eastmancolor) — 35 mm — 2,35:1 — Son :
- Genre : comédie, film policier
- Durée : 104 minutes
- Dates de sortie :
  - Italie : 25 novembre 1966
  - Allemagne de l'Ouest : 6 janvier 1967
  - France : 27 septembre 1967

## Critiques du film
D'après le critique Freddy Buache, Dino Risi domine mal le rythme général de l’histoire mais parvient à composer un divertissement bienvenu grâce à des allusions à l’actualité, des notations drôles ou des pointes de satire, grâce également à une sorte de gentillesse dans le traitement du pittoresque et au décor que lui offre Naples sous le soleil.

## Suite
En 1967, le film aura une suite, Au diable les anges (Operazione San Pietro) réalisé par Lucio Fulci, et avec Lando Buzzanca à la place de Manfredi.